# Oslo Plaza
59°54′44.1″N 10°45′18.9″Ø / 59.912250°N 10.755250°Ø
Oslo Plaza (formelt Radisson SAS Plaza Hotel) ligger i Oslo centrum og er, med sine 117 meter, Nordeuropas højeste hotel og Norges højeste bygning.
Hotellet har 37 etager og 673 værelser med til sammen 1.500 senge, 140 forretningsværelser og 20 suiter. Bygningen er opført i beton og har facader i spejlglas. Det har desuden en udenpåliggende elevator i glas som fører op til restauranten på toppen. 
Bygningen stod færdig i 1989, og er tegnet af White arkitekter. Det blev åbnet den 14. marts 1990 af kong Olav V. I 1992 blev der rejst en gangbro mellem hotellet og Oslo Spektrum.